# Dawit Margoszwili
Dawit Margoszwili (ur. 11 sierpnia 1980 w Achmecie) – gruziński judoka.

## Życiorys
Uczestniczył w Letnich Igrzyskach Olimpijskich w 2004, gdzie zajął 5. miejsce. Srebrny medalista Mistrzostw Europy w Judo 2001 oraz Mistrzostw Europy w Judo 2003.